# Sv. Jakub Větší z kostela sv. Mikuláše v Chebu
Sv. Jakub Větší z kostela sv. Mikuláše v Chebu (1508 ?) je dílo západočeského mistra obeznámeného s norimberským sochařstvím nebo s produkcí dílen činných na saské straně Krušných hor, které hrály zprostředkující roli. Je součástí stálé expozice Galerie výtvarného umění v Chebu.

## Popis a zařazení
Plně plastická socha z lipového dřeva 82 x 44 x 28 cm, vzadu opracovaná, bez polychromie, inv. č. P 17. Po odstranění přemaleb byla odkryta přirozená patina dřeva, která ukazuje, že polychromie pocházela až z pozdějších období. Restauroval K. Stádník (1972).
Svatý poutník Jakub Větší (též Jakub Starší) je zobrazen jako trůnící postava s rozevřenou knihou a pohledem směřujícím vpřed. Tvář muže středního věku dokreslují mohutné vousy a delší vlnité vlasy. Na hlavě má čapku s atributem svatojakubské mušle. Přes levé rameno má pověšenou poutnickou mošnu, chybějící část pravé ruky mohla držet hůl. Dlouhý spodní šat je přepásán, svrchní plášť je přehozen přes levé rameno a bohatou modelací dotváří plný až monumentální sochařský tvar. Drapérie je řasena mísovitými záhyby s ostrými hranami a na pravém koleni zakončena boltcovitým přehybem, směřujícím k podstavci.
Jakub Větší byl na Chebsku často zobrazován. Tato socha může být zbytkem oltáře sv. Filipa a sv. Jakuba, který je doložen v chebském kostele sv. Mikuláše k roku 1508. Trůnící postava, zhotovená podle kvalitní předlohy, má kořeny v norimberském prostředí. Francké sochařství mělo dominantní vliv na produkci sochařských dílen v Krušnohoří po celou poslední třetinu 15. století. Centry byly zejména Zwickau a Freiberg. Působil zde Mistr Madony z Geyer u Annabergu (Meister des Altars von Geyer), jehož sochy Trůnící Madony a trůnícího sv. Mikuláše spojuje s chebským sv. Jakubem plný objem a měkce lámaná drapérie s nevysokými ostřejšími sklady.
Typem širší tváře s ostrým nosem, mělce zasazenýma očima a širokou bradou se chebská socha blíží mladším sochám Sv. Jakuba a sv. Urbana z Reinsdorfu. Ty jsou připisovány Michaelu Heuffnerovi, narozenému v Chebu a usídlenému ve Zwickau. Heuffner byl vyškolen v Norimberku a jeho Boží hrob ve Zwickau (1507) je srovnáván s díly norimberského sochaře Adama Krafta.

### Příbuzná díla
- Sv. Jan Evangelista, Cheb
- Sv. Jakub a sv. Urban z Reinsdorfu (kolem 1510)
- Sv. Petr v kostele sv. Sebalda v Norimberku